# Oliver Hofstetter
Oliver Hofstetter est un cycliste suisse, né le 16 janvier 1990 à Uster.

## Biographie
Né dans une famille de sportifs, Hofstetter commence le cyclisme à 10 ans. Il remporte presque toutes les courses auxquelles il participe, et ce même si des problèmes de genoux apparaissent en catégorie juniors.
Recruté par Leopard-Trek Continental en 2012, Hofstetter dont les spécialités sont les classiques et les sprints, vise les championnats du monde espoirs en fin d'année.
À la fin de l'année 2013, à la suite d'une absence de résultats, son contrat n'est pas reconduit et il décide d'arrêter sa carrière cycliste.

## Palmarès
- 2005
  -  Champion de Suisse sur route débutants
- 2006
  - 2e du championnat de Suisse de cyclo-cross débutants
- 2012
  - 3e du GP Südkärnten